# Quý tôn Hàng Phủ
Quý tôn Hàng Phủ (chữ Hán: 季孫行父, 651 TCN-568 TCN) tức Quý Văn tử (季文子), là vị tông chủ thứ ba của Quý tôn thị, một trong Tam Hoàn của nước Lỗ dưới thời Xuân Thu trong lịch sử Trung Quốc.

## Thân thế
Ông tên thật là Cơ Hàng Phủ (姬行父), cháu của Quý Hữu, vị tông chủ thứ hai của họ Quý, và là cháu chắt của Lỗ Hoàn công. Năm 644 TCN, Quý Hữu qua đời, cha ông cũng mất sớm nên Cơ Hàng Phủ lúc đó mới 8 tuổi lên nối ngôi tông chủ họ Quý.

## Sự nghiệp
Năm 621 TCN, Lỗ Văn công phong ông làm sứ tiết, đi sứ nước Trần và nước Tấn.
Năm 609 TCN, Lỗ Văn công mất, công tử Tương Trọng (Trọng Toại) đang là chính khanh nước Lỗ giết đích tử của Văn công là Cơ Ác để lập Lỗ Tuyên công lên ngôi, Quý tôn Hàng Phủ thấy mình thế yếu nên không dám nói đến.
Năm 601 TCN, Tương Trọng chết, con là công tôn Quy Phủ nối chức chính khanh. Năm 591 TCN, Lỗ Tuyên công thấy thế lực Tam Hoàn lớn mạnh, sai Quy Phụ sang nước Tấn cầu Tấn Cảnh công đem quân giúp vua Lỗ khôi phục quyền hành. Quý tôn Hàng Phủ biết chuyện, đút lót cho quan khanh nước Tấn, vì thế Tấn Cảnh công không chấp nhận yêu cầu của Lỗ Tuyên công. Sau đó ông trục xuất công tôn Quy Phụ ra khỏi nước Lỗ, tự mình lên làm chính khanh. Năm đó Lỗ Tuyên công mất, ông lập con Tuyên công là Lỗ Thành công lên nối ngôi.
Năm 584 TCN, nước Ngô đánh nước Đàm (郯). Vì Đàm cách Lỗ không xa, Quý tôn Hàng Phủ sợ nước Ngô sẽ đánh tới mình, bèn sang cầu cứu nước Tấn, Thúc tôn Kiều Như bí mật gièm pha với nước Tấn về Quý tôn Hàng Phủ, vì thế nước Tấn bắt giữ ông, Quý Tôn Hàng Phủ lại thuyết phục các đại phu nước Tấn nên không bao lâu, nước Tấn thả ông về nước.
Quý tôn Kiều Như vốn thông dâm với Lỗ Tuyên công phu nhân, mẹ của Lỗ Thành công là Mục Khương, năm 575 TCN, Quý tôn Hàng Phủ và Trọng tôn Miệt biết tin bèn tịch thu gia sản của họ Thúc. Mục Khương tức giận, bảo Lỗ Thành công đuổi hai họ Quý, Mạnh ra khỏi nước Lỗ. Lỗ Thành công lúc ấy đang hợp quân với nước Tấn tham gia trận Yển Lăng nên từ chối. Mục Khương bèn xúi hai em Lỗ Thành công là công tử Yển và công tử Sừ làm loạn chống vua anh. Lỗ Thành công biết tin, tăng cường phòng bị. Sau Lỗ Thành công và Quý tôn hàng Phủ đến hội chư hầu, gièm pha với tướng nước Tần là Khước Thù rằng Lỗ Thành công phản Tấn, Khước Thù báo với Tấn Lệ công, vua Tấn bèn không triệu kiến Lỗ Thành công và bắt giữ Quý tôn Hàng Phủ.
Tuy nhiên Lỗ Thành công lại sai sứ đến hòa giải với nước Tấn, nên nước Tấn thả ông về, Thúc tôn Kiều Như bị đuổi sang nước Tề.
Năm 573 TCN, Lỗ Thành công mất, Lỗ Tương công còn nhỏ nên quyền chính do Quý tôn Hàng PHủ đảm nhiệm, do vậy chính sự vẫn ổn định. Năm 568 TCN, Quý tôn Hàng Phủ mất, thọ 84 tuổi. Ông làm chính khanh 24 năm và làm đại phu dưới 5 đời vua Lỗ. Con ông là Quý tôn Túc kế tập.